# NGC 3813
NGC 3813 est une galaxie spirale située dans la constellation de la Grande Ourse. NGC 3813 a été découverte par l'astronome germano-britannique William Herschel en 1785.

## Caractéristiques
La classe de luminosité de NGC 3813 est II et elle présente une large raie HI.

### Distance
Sa vitesse par rapport au fond diffus cosmologique est de 1 735 ± 19 km/s, ce qui correspond à une distance de Hubble de 25,6 ± 1,8 Mpc (∼83,5 millions d'al).
À ce jour, deux douzaines de mesures non basées sur le décalage vers le rouge (redshift) donnent une distance de 23,513 ± 3,119 Mpc (∼76,7 millions d'al), ce qui est à l'intérieur des valeurs de la distance de Hubble.